# Festroia International Film Festival
Het Festroia International Film Festival of Setúbal is een jaarlijks filmfestival in de Portugese stad Setúbal en bestaat sinds 1985.

## Prijzen
De prijzen bestaan uit één Gouden Dolfijn voor de beste film en 6 zilveren dolfijnen voor beste regisseur, acteur, actrice, script, montage en de juryprijs.  Soms wordt ook een Carrière Dolfijn uitgereikt.
Daarnaast worden ook enkele andere filmprijzen gegeven waaronder de "Mário Ventura Award" (beste script van een europese kortfilm), de "FIPRESCI Award" (gegeven door critici), de "CICAE Award" (gegeven door Europese exposanten) en de "SIGNIS Award".

## Winnaars
| Jaar | Beste film Gouden Dolfijn                                                   | Beste scenario                                    | Beste regie                    | Beste acteur / Beste actrice                          | Beste montage           | Prijs van de Jury                                 | Carrièreprijs      | Mário Ventura               | Fipresci                                                | Cicae                            | Signis                                                  |
| 2013 | The Broken Circle Breakdown Felix Van Groeningen België                     | Esteban Larrain Chili The Passion of Michelangelo | Srdan Golubovic Servië Circles | Vesa-Matti Loiri Finland / Alma Prica& Olga Pakalovic | Alexsander Ilic Circles | The Passion of Michelangelo Esteban Larrain Chili | Jan Decleir België | Dura Lex Anke Blondé België | The Broken Circle Breakdown Felix Van Groeningen België | Baby Blues Kasia Roslaniec Polen | The Broken Circle Breakdown Felix Van Groeningen België |
| 2012 | A Parada Srdjan Dragojevic ?                                                |                                                   |                                |                                                       |                         |                                                   |                    |                             |                                                         |                                  |                                                         |
| 2011 | Tirza Rodulf van Berg Nederland                                             |                                                   |                                |                                                       |                         |                                                   |                    |                             |                                                         |                                  |                                                         |
| 2010 | Uma Espécie de Cavalheiro Hans Petter Moland Noorwegen                      |                                                   |                                |                                                       |                         |                                                   |                    |                             |                                                         |                                  |                                                         |
| 2009 | Fruto Proibido Dome Karukoski Finland                                       |                                                   |                                |                                                       |                         |                                                   |                    |                             |                                                         |                                  |                                                         |
| 2008 | Vasilhame Jan Sverák ?                                                      |                                                   |                                |                                                       |                         |                                                   |                    |                             |                                                         |                                  |                                                         |
| 2007 | Posto Fronteiriço Rajko Grlic ?                                             |                                                   |                                |                                                       |                         |                                                   |                    |                             |                                                         |                                  |                                                         |
| 2006 | Que Lugar Maravilhoso Eyal Halfon Israël                                    |                                                   |                                |                                                       |                         |                                                   |                    |                             |                                                         |                                  |                                                         |
| 2005 | Sempre Se Pode Voar ahman Ghobadi Iran                                      |                                                   |                                |                                                       |                         |                                                   |                    |                             |                                                         |                                  |                                                         |
| 2004 | Bom Dia Senhor Shlomi Shemi Zarhin Israël                                   |                                                   |                                |                                                       |                         |                                                   |                    |                             |                                                         |                                  |                                                         |
| 2003 | Histórias Minímas Carlos Sorin Argentinië                                   |                                                   |                                |                                                       |                         |                                                   |                    |                             |                                                         |                                  |                                                         |
| 2002 | Todas As Hospedeiras Vão Para o Céu Daniel Burman Argentinië                |                                                   |                                |                                                       |                         |                                                   |                    |                             |                                                         |                                  |                                                         |
| 2001 | Italiano Para Principiantes Lone Scherfig Denemarken                        |                                                   |                                |                                                       |                         |                                                   |                    |                             |                                                         |                                  |                                                         |
| 2000 | Emboscada Olli Saarela Finland                                              |                                                   |                                |                                                       |                         |                                                   |                    |                             |                                                         |                                  |                                                         |
| 1999 | Solomon & Gaenor Paul Morrison ?                                            |                                                   |                                |                                                       |                         |                                                   |                    |                             |                                                         |                                  |                                                         |
| 1998 | O Bandido Yavuz Turgul Turkije                                              |                                                   |                                |                                                       |                         |                                                   |                    |                             |                                                         |                                  |                                                         |
| 1997 | O Pai Majid Majidi Iran                                                     |                                                   |                                |                                                       |                         |                                                   |                    |                             |                                                         |                                  |                                                         |
| 1996 | Febre Gelada Fridrik Thor Fridriksson IJsland                               |                                                   |                                |                                                       |                         |                                                   |                    |                             |                                                         |                                  |                                                         |
| 1995 | Madagascar Fernando Perez Cuba                                              |                                                   |                                |                                                       |                         |                                                   |                    |                             |                                                         |                                  |                                                         |
| 1994 | O Monte Sagrado Hrafn Gunnlaugsson IJsland                                  |                                                   |                                |                                                       |                         |                                                   |                    |                             |                                                         |                                  |                                                         |
| 1993 | É Melhor Ser Rico e Saudável Do Que Pobre e Doente Juraj Jakubisko Tsjechië |                                                   |                                |                                                       |                         |                                                   |                    |                             |                                                         |                                  |                                                         |
| 1992 | Uma Lua Cheia Endaf Emlyn ?                                                 |                                                   |                                |                                                       |                         |                                                   |                    |                             |                                                         |                                  |                                                         |
| 1991 | Homo Novus Pal Erdoss Hongarije                                             |                                                   |                                |                                                       |                         |                                                   |                    |                             |                                                         |                                  |                                                         |
| 1990 | Louss Rachid Benhadj ?                                                      |                                                   |                                |                                                       |                         |                                                   |                    |                             |                                                         |                                  |                                                         |
| 1989 | El Kalaa Mohamed Chouikh ?                                                  |                                                   |                                |                                                       |                         |                                                   |                    |                             |                                                         |                                  |                                                         |
| 1988 | Em Nome Do Filho Jorge Polaco Argentinië                                    |                                                   |                                |                                                       |                         |                                                   |                    |                             |                                                         |                                  |                                                         |
| 1987 | Madrid Basílio Martin Patiño Spanje                                         |                                                   |                                |                                                       |                         |                                                   |                    |                             |                                                         |                                  |                                                         |
| 1986 | Ligações Quentes Robert Altman Verenigde Staten                             |                                                   |                                |                                                       |                         |                                                   |                    |                             |                                                         |                                  |                                                         |
| 1985 | Cabra Marcado Para Morrer Eduardo Coutinho Brazilië                         |                                                   |                                |                                                       |                         |                                                   |                    |                             |                                                         |                                  |                                                         |

2013
In 2013 werden nog volgende prijzen uitgereikt.
- Publieksprijs voor Brasserie Romantique van Joël Vanhoebrouck  België
- De mens en milieuprijs voor Journey van Nadim Guç  Turkije
- Speciale vermelding voor Kinshasa Kids van Marc-Henri Wajnberg  België
- Debutprijs voor Offline van Peter Monsaert  België